# Санта Коломба I (Беневенто)
Санта Коломба I је насеље у Италији у округу Беневенто, региону Кампанија.
Према процени из 2011. у насељу је живело 40 становника. Насеље се налази на надморској висини од 195 м.